# Aliona Sidko
Aliona Sidko (n. 20 septembrie 1979, Zaozyorny⁠(d), RSFS Rusă, URSS) este o schioară de fond rusă, medaliată olimpică. A participat la o ediție a Jocurilor Olimpice (2006) în care a câștigat o medalie de bronz.